# Vicente Machado de Faria e Maia
Vicente Machado de Faria e Maia (Ponta Delgada, 1868 — Ponta Delgada, 1937), 3.º visconde de Faria e Maia, era formado em Direito pela Universidade de Coimbra, tendo exercido os cargos de juiz nas comarcas de Povoação e Vila Franca do Campo e de administrador do concelho de Ponta Delgada. Teve relevante actividade política durante as campanhas autonomistas de 1928.

## Biografia
Foi filho de Vicente Machado de Faria e Maia, 2.º visconde de Faria e Maia, e de Maria Teresa de Ataíde Côrte-Real da Silveira Estrela, uma das principais famílias terratenentes da ilha de São Miguel. Casou duas vezes, a primeira com Ana Cristina de Medeiros Machado de Faria e Maia e a segunda com Maria José Faria e Maia Caupers.